# 繁昌区
繁昌区位于中国安徽省南部、长江南岸，是芜湖市下辖的一个市辖区。区域总面积为584平方公里，总人口約25万人。区人民政府驻繁阳镇繁阳大道1号。

## 历史
曹魏初，在今河南省临颍县以颍阴县繁阳亭置县。东晋侨置繁昌县（在今芜湖县陶辛圩）。隋朝开皇九年（589年），废县并入当涂县；五代南唐升元年间（937年～943年）割南陵县五乡，复置繁昌县，属江宁府。北宋时，繁昌县属宣州。太平兴国二年（977年），南平军升为太平州。次年，与芜湖县改属新设的太平州。元朝时，属太平路。明朝初年，太平路改为太平府，仍隶之。清朝沿袭，考评：简。
辛亥革命后，全国废府。1914年时，属安徽省新建立的蕪湖道。蕪湖道在1927年被废后，繁昌县的上级行政督察区多有变化。1949年时，属第六行政督察区。1949年4月，中国人民解放军发起渡江战役。中国人民解放军第25军和第27军在20日开始攻打繁昌。21日，236团攻占繁昌县城，至此国民政府对繁昌县的管辖结束。1949年起，属芜当专区、池州专区、芜湖专区、芜湖地区。1980年，芜湖地区改为宣城地区，仍隶之。1983年，划入芜湖市。
2020年7月，国务院批复撤销繁昌县，设立芜湖市繁昌区，以原繁昌县的行政区域为繁昌区的行政区域。

## 人口
根據第七次人口普查數據，繁昌區常住人口為24.39萬人。

## 经济
2019年实现地区生产总值298.5亿元，财政收入54.3亿元。

## 行政区划
繁昌区下辖6个镇：
繁阳镇、荻港镇、孙村镇、平铺镇、新港镇、峨山镇和安徽繁昌经济开发区。

## 交通

### 铁路
- 宁铜铁路: 繁昌站
- 宁安客运专线: 繁昌西站

### 公路
- 沪渝高速
- 巢黄高速
- 236国道[13]
- 334省道
- 335省道
- 339省道
- 457省道

## 名胜古迹
- 马仁奇峰
- 繁昌人字洞